# 斯里蘭卡鼠屬
斯里蘭卡鼠屬（学名：Srilankamys）为哺乳綱、囓齒目、鼠科的一屬哺乳动物。而與斯里蘭卡鼠屬（斯里蘭卡鼠）同科的動物尚有狹顱鼠屬（灰尾狹顱鼠）、狹鼠屬（神女狹鼠）、窟山鼠屬（窟山鼠）、陽鼠屬（智陽鼠）等之數種哺乳動物。

## 下属物种
本属包括以下物种：
- 斯里蘭卡鼠 Srilankamys ohiensis (Phillips, 1929)